# 中央ヨーロッパ時間

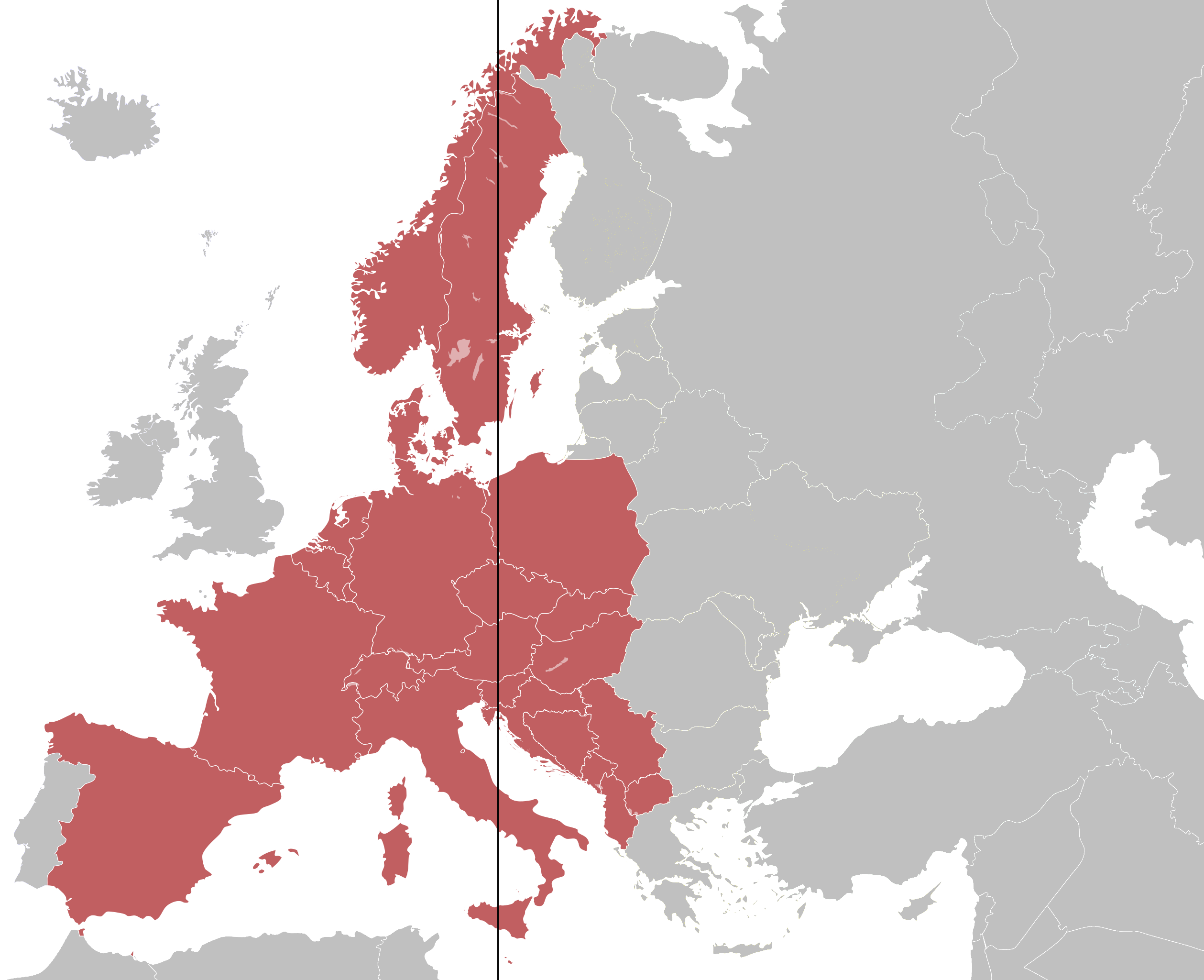
中央ヨーロッパ時間 (赤)

中央ヨーロッパ時間（ちゅうおうヨーロッパじかん、Central European Time - CET）は、協定世界時 (UTC) を1時間進ませた標準時である (UTC+1) 。日本標準時との時差はマイナス8時間。中部欧州標準時とも。CETのほかに、MET（Middle European Time）やまれにドイツ語の同語に由来するMEZ（Mitteleuropäische Zeit）も使われることがある。
アフリカでは同じ UTC+1 として西アフリカ時間が使われている。

## 夏時間
3月最終日曜日の午前2時（夏時間では午前3時）から10月最終日曜日の午前2時（夏時間では午前3時）までは、夏時間の中央ヨーロッパ夏時間 (Central European Summer Time - CEST) が使用される。中央ヨーロッパ時間を使用している全てのEU加盟国が夏時間を使用している。

## 歴史
1884年、セルビア王国が導入した。
1891年10月1日、オーストリア＝ハンガリー帝国が導入した（現在のオーストリア、チェコ、クロアチア、ハンガリー、スロバキア、スロベニアなどの地域）。最初は鉄道や郵便局、プラハやブダペストなどの都市で導入されたが、ウィーンでは導入されなかった。
1893年4月1日、ドイツ帝国、ウィーン、マルタで導入された。同年11月1日、イタリアで導入された。
1894年、スイスがUTC+0:30からUTC+1:00に変更した。また、リヒテンシュタインとデンマークが導入した。
1895年、ノルウェーが導入した。
1900年、スウェーデンが導入した。
1904年、ルクセンブルクが導入した。その後1918年に離脱した。
1914年、アルバニアが導入した。
1914年から1918年にかけての第一次世界大戦中、ドイツ占領地域全体で中央ヨーロッパ時間が導入された。
1920年、リトアニアが導入した。その後1940年に離脱した後、1998年から1999年にかけて再び導入した。
1922年、ポーランドが導入した。
| 色 | 標準時から地理的時間がどれだけ差があるか |
| -- | ---------------------------------------- |
|    | 1 時間 ± 30 分 早い                      |
|    | 0 時間 ± 30 分                           |
|    | 1 時間 ± 30 分 遅い                      |
|    | 2 時間 ± 30 分 遅い                      |
|    | 3 時間 ± 30 分 遅い                      |

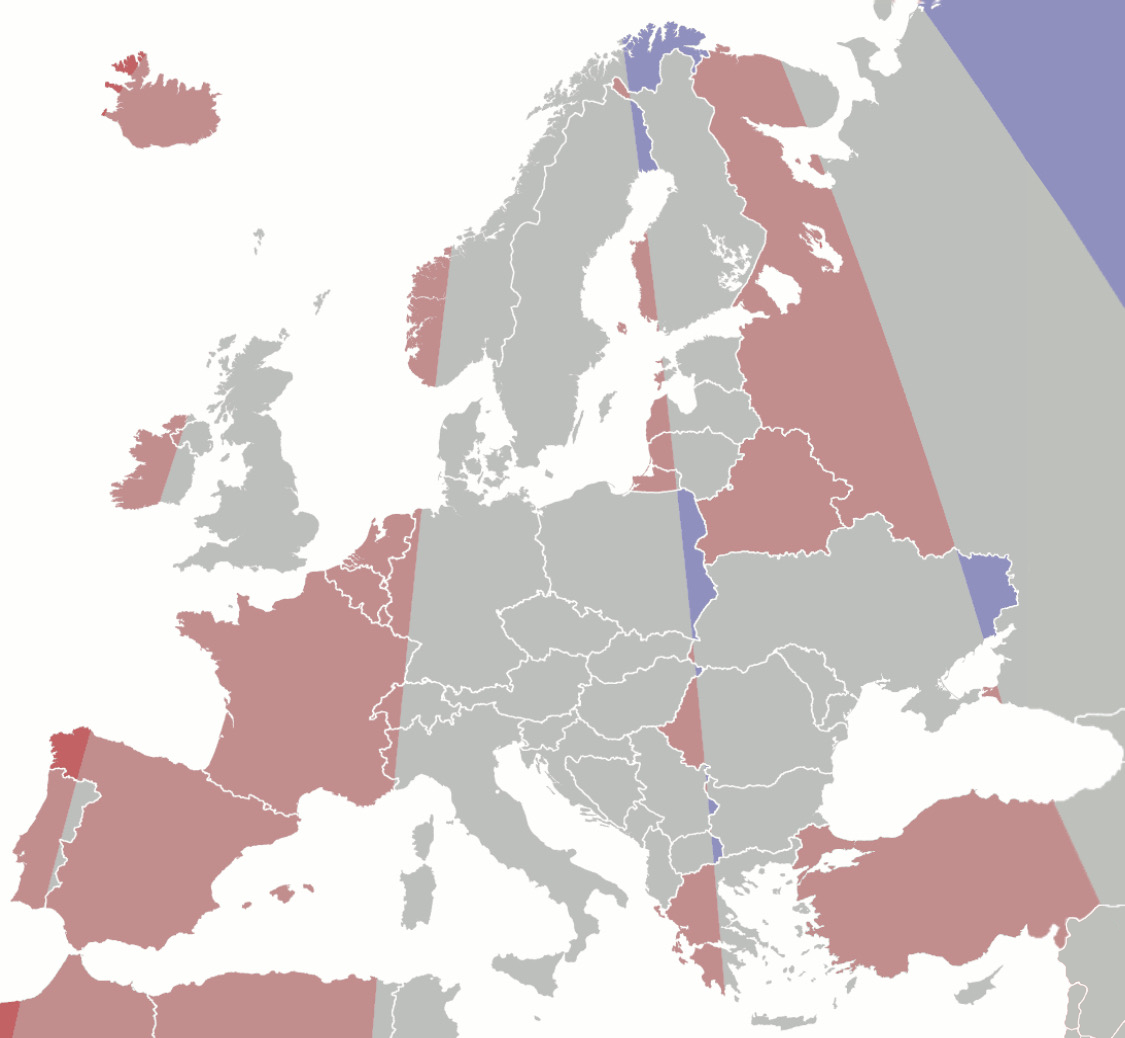
標準時と地理的時間の違い

1940年、ナチス・ドイツが自国の占領した区域に導入させ、オランダはUTC+0:20から、フランス、ベルギーとルクセンブルクはUTC+0からそれぞれ変更された。これらの地域では戦後もそのままの標準時が使用されている。内戦直後で国内が疲弊していたスペインは第二次世界大戦には参戦しなかったが、ドイツとの関係を重視したフランコにより、1940年にそれまでの西ヨーロッパ時間から中央ヨーロッパ時間へと標準時が変更された（カナリア諸島はUTCを採用、スペイン本土より1時間遅れ）。戦後にはモナコ、アンドラ、ジブラルタルも中央ヨーロッパ時間を導入した。
アイルランド、UKでも、1968年から1971年までの間、夏時間を1年中用いる形で導入されたことがある。また、ポルトガルでも、1966-1976年、1992-1996年の間、導入されていたことがある。
純粋な地理的条件のみで定めた場合、東経7度30分から22度30分の地域が中央ヨーロッパ時間の領域に該当するが、同標準時を使用している国の中には、地理的な経度がUTC+1のタイムゾーンから外れている国もあり、スペイン、フランスなどは、国土のほとんどがUTC+0のタイムゾーンにあたる経度に位置している。特にスペインのガリシア地方西部には、UTC-1のタイムゾーンにあたる経度に位置するところもある。逆に、北マケドニア、セルビア、ハンガリー、スロバキア、ポーランド、スウェーデン、ノルウェーの東端部はUTC+2の経度にあたる地域が存在する。

## 該当国
- ノルウェー
- スウェーデン
- ポーランド
- スロバキア
- ハンガリー
- セルビア
- 北マケドニア
- チェコ
- オーストリア
- スロベニア
- クロアチア
- ボスニア・ヘルツェゴビナ
- モンテネグロ
- アルバニア
- デンマーク (フェロー諸島、グリーンランドを除く)
- ドイツ
- スイス
- リヒテンシュタイン
- イタリア
- サンマリノ
- マルタ
- オランダ (海外領土を除く)
- ベルギー
- ルクセンブルク
- フランス (海外領土を除く)
- モナコ
- アンドラ
- スペイン (カナリア諸島を除く)
- バチカン
- コソボ
- ジブラルタル (イギリス領)